# فاوست و مارگاریت
فاوست و مارگاریت (انگلیسی: Faust and Marguerite) یک فیلم کوتاه آمریکایی به کارگردانی ادوین اس پورتر است که در سال ۱۹۰۰ ساخته شد. این فیلم سیاه و سفید از از فاوست گوته اقتباس شده‌است.